# 綏陽県
綏陽県（すいよう-けん）は中華人民共和国貴州省遵義市に位置する県。

## 歴史
611年（大業7年）に綏陽県が設置される。その後は義泉県などに分割されたが、明代に再び綏陽県が設置され現在に至る。

## 行政区画
下部に13鎮、2郷を管轄する。
- 鎮
  - 洋川鎮、風華鎮、蒲場鎮、鄭場鎮、旺草鎮、温泉鎮、坪楽鎮、茅埡鎮、梘壩鎮、寛闊鎮、黄楊鎮、青杠塘鎮、太白鎮
- 郷
  - 小関郷、大路槽郷

## 交通

### 道路
- 高速道路
  - S81 綏遵高速道路